# غريغوري سبرينغر
غريغوري سبرينغر (بالإنجليزية: Gregory Springer)‏ هو مجدف أمريكي، ولد في 13 فبراير 1961 في وودلاند هيلز، كاليفورنيا في الولايات المتحدة.

## وصلات خارجية
- غريغوري سبرينغر على موقع الاتحاد الدولي للتجديف (الإنجليزية)
- غريغوري سبرينغر على موقع اللجنة الأولمبية الدولية (الإنجليزية)
- غريغوري سبرينغر على موقع أوليمبيديا (الإنجليزية)